# مايك شاندلير
مايك شاندلير (بالإنجليزية: Mike Chandler)‏ هو مهندس أمريكي، ولد في 21 أبريل 1958 في سان مارينو في الولايات المتحدة.

## روابط خارجية
- مايك شاندلير على موقع DriverDB.com (الإنجليزية)